# So weit ich kann
So weit ich kann – Pflegende Angehörige und ihr Weg ist ein österreichischer Dokumentarfilm aus dem Jahr 2014 zu den Erfahrungen von pflegenden Angehörigen.

## Handlung
Der Film arbeitet mit Interviews mit pflegenden Angehörigen. Der Film versteht sich als Nachfolgefilm zum Film Mehr als ich kann – Über den Pflegealltag im Verborgenen von 2011 und verweist mehr auf die positiven und Mut machenden Aspekte der Häuslichen Pflege.

## Struktur
Der Film entstand mit Unterstützung des Österreichischen Komitees für Soziale Arbeit, dem Bundesministerium für Bildung und Frauen, dem Bundesministerium für Arbeit, Soziales und Konsumentenschutz sowie in Kooperation mit der Interessengemeinschaft pflegender Angehöriger. Er kann getrennt in fünf Kapiteln  von je sieben bis zwölf Minuten im schulischen Bereich gesehen werden. Die schulpädagogische Beratung machte Martin Jäggle. Die DVD enthält eine Gehörlosenfassung des Hauptfilms, einen Zusatzfilm “Making Of – Die Dreharbeiten” von zwölf Minuten und ein PDF-Begleitheft von Philipp Klutz zum Ausdrucken.

## Mitwirkende
- Claude Alf, Bärbel Danneberg, Manfred Dvorak, Tilli Egger, Petra Fercher, Brigitte Hudler, Dirk Jarré, Caroline Kittl, Birgit Meinhard-Schiebel, Elisabeth Nechvile, Ingrid Nechvile, Adrienne Pötschner, Herbert und Christiane Schimann, Eva und Olivia Thorpe, Monika Wild
- Neben der Interessensgemeinschaft Pflegende Angehörige war am Film beteiligt: Die Kampagne Konfetti im Kopf[1], das Österreichische Institut für Validation, die Sozialmedizinische Initiative hilft und pflegt in Rodaun und Pflegefit. Betreuung und Pflege in der Familie. vom Jugendrotkreuz.